# Poddubnoje (Kaliningrad, Gurjewsk, Nowomoskowskoje)
Poddubnoje (russisch Поддубное, deutsch Gollau) ist ein Ort in der russischen Oblast Kaliningrad. Er gehört zur kommunalen Selbstverwaltungseinheit Stadtkreis Gurjewsk im Rajon Gurjewsk.

## Geographische Lage
Poddubnoje liegt elf Kilometer südlich der Oblastmetropole Kaliningrad (Königsberg) an der Kommunalstraße 27K-089, die von Kaliningrad nach Polewoje (Mahnsfeld) führt. Die Autobahn Berlinka führt am nordwestlichen Ortsrand vorbei. Ein Bahnanschluss besteht nicht.

## Geschichte
Das vor 1785 Goldow und bis 1946 Gollau genannte Dorf blickt auf das Gründungsjahr 1419 zurück. Im Jahre 1874 wurde Gollau namensgebender Ort und Sitz des neu errichteten Amtsbezirks Gollau im Landkreis Königsberg (Preußen) (ab 1939 Landkreis Samland) im Regierungsbezirk Königsberg der preußischen Provinz Ostpreußen. Am 15. Mai 1908 wurde das Gutsdorf Ottilienhof nach Gollau eingemeindet.
Infolge des Zweiten Weltkrieges kam Gollau mit dem nördlichen Ostpreußen zur Sowjetunion. Im Jahr 1947 erhielt der Ort die russische Bezeichnung Poddubnoje und wurde gleichzeitig dem Dorfsowjet Zwetkowski selski Sowet im Rajon Kaliningrad zugeordnet. Später gelangte der Ort in den Nowomoskowski selski Sowet im Rajon Gurjewsk. Von 2008 bis 2013 gehörte Poddubnoje zur Landgemeinde Nowomoskowskoje selskoje posselenije und seither zum Stadtkreis Gurjewsk.

### Einwohnerentwicklung
| Jahr | Einwohner |
| ---- | --------- |
| 1910 | 465       |
| 1933 | 428       |
| 1939 | 409       |
| 2002 | 146       |
| 2010 | 166       |

### Amtsbezirk Gollau (1874–1945)
Am 30. April 1874 wurde der Amtsbezirk Gollau errichtet, der bis 1945 bestand. Eingegliedert waren anfangs zwei Landgemeinden und drei Gutsbezirke:
| Deutscher Name      | Russischer Name | Bemerkungen                                      |
| ------------------- | --------------- | ------------------------------------------------ |
| Landgemeinden (LG): |                 |                                                  |
| Gollau              | Poddubnoje      |                                                  |
| Wernsdorf           | Podlesnoje      | 1930 in den Amtsbezirk Mahnsfeld ausgegliedert   |
| Gutsbezirke (GB):   |                 |                                                  |
| Charlottenhof       | Bugrino         | 1930 in den Amtsbezirk Mahnsfeld ausgegliedert   |
| Ottilienhof         |                 | 1908 in die Landgemeinde Gollau eingegliedert    |
| Wernsdorf           | Podlesnoje      | 1928 in die Landgemeinde Wernsdorf eingegliedert |
| ab 14. Mai 1930:    |                 |                                                  |
| LG Altenberg        | Doroschnoje     | vorher zum Amtsbezirk Aweiden gehörig            |

Am 1. Januar 1945 gehörten zum Amtsbezirk Gollau nur noch die beiden Gemeinden Gollau und Altenberg.

## Kirche
Gollau mit seiner fast ausnahmslos evangelischen Bevölkerung war bis 1945 in das Kirchspiel Lichtenhagen (heute russisch: Jablonewka) eingepfarrt. Es gehörte zum Kirchenkreis Königsberg-Land I in der Kirchenprovinz Ostpreußen der Kirche der Altpreußischen Union. Letzter deutscher Geistlicher war Pfarrer Erwin Grzybowski.
Heute liegt Poddubnoje im Einzugsbereich der Auferstehungskirchengemeinde in Kaliningrad (Königsberg). Sie ist in die Propstei Kaliningrad der Evangelisch-lutherische Kirchen Europäisches Russland eingegliedert.